# Pierre-Yves Romanini
Pierre-Yves Romanini (1985) is een Belgisch zwemmer gespecialiseerd in de vrije slag. Het Belgisch record op de 100m wisselslag in kleinbad staat op zijn naam met een tijd van 55.16. 
In 2002 nam Romanini deel aan de Jeugd Europese kampioenschappen. Hij haalde er de zesde finale op het estafettenummer 4x100m wisselslag. Een jaar later behaalde hij een 14e plaats op de 200m vrije slag. In datzelfde jaar nam hij voor het eerst deel aan een kampioenschap bij de profs. In 2009 kon hij zich voor het eerst in zijn carrière plaatsen voor een wereldkampioenschap. Hij nam er deel aan de 4x100m vrije slag.

## Belangrijkste resultaten
| Jaar | Olympische Spelen | WK langebaan          | WK kortebaan  | EK langebaan                              | EK kortebaan                                               |
| ---- | ----------------- | --------------------- | ------------- | ----------------------------------------- | ---------------------------------------------------------- |
| 2003 |                   | geen deelname         |               |                                           | 54e 50m vrije slag 60e 100m vrije slag 45e 200m vrije slag |
| 2004 | geen deelname     |                       | geen deelname | 30e 200m vrije slag                       | 26e 200m vrije slag                                        |
| 2005 |                   | geen deelname         |               |                                           | geen deelname                                              |
| 2006 |                   |                       | geen deelname | 37e 200m vrije slag 15e 4x200m vrije slag | geen deelname                                              |
| 2007 |                   | geen deelname         |               |                                           | geen deelname                                              |
| 2008 | geen deelname     |                       | geen deelname | geen deelname                             | geen deelname                                              |
| 2009 |                   | 17e 4x100m vrije slag |               |                                           | geen deelname                                              |
| 2010 |                   |                       |               | geen deelname                             | 29e 200m vrije slag 19e 50m rugslag 16e 100m wisselslag    |

## Persoonlijke records
Bijgewerkt tot en met 1 december 2010

### Kortebaan
| Afstand         | Tijd    | Datum            | Plaats     |
| --------------- | ------- | ---------------- | ---------- |
| 100m vrije slag | 49.51   | 14 november 2009 | Wachtebeke |
| 200m vrije slag | 1.47.67 | 20 november 2004 | Wachtebeke |

### Langebaan
| Afstand         | Tijd    | Datum      | Plaats    |
| --------------- | ------- | ---------- | --------- |
| 100m vrije slag | 50.46   | 1 mei 2009 | Antwerpen |
| 200m vrije slag | 1.50.18 | 1 mei 2009 | Antwerpen |